# Arṭās

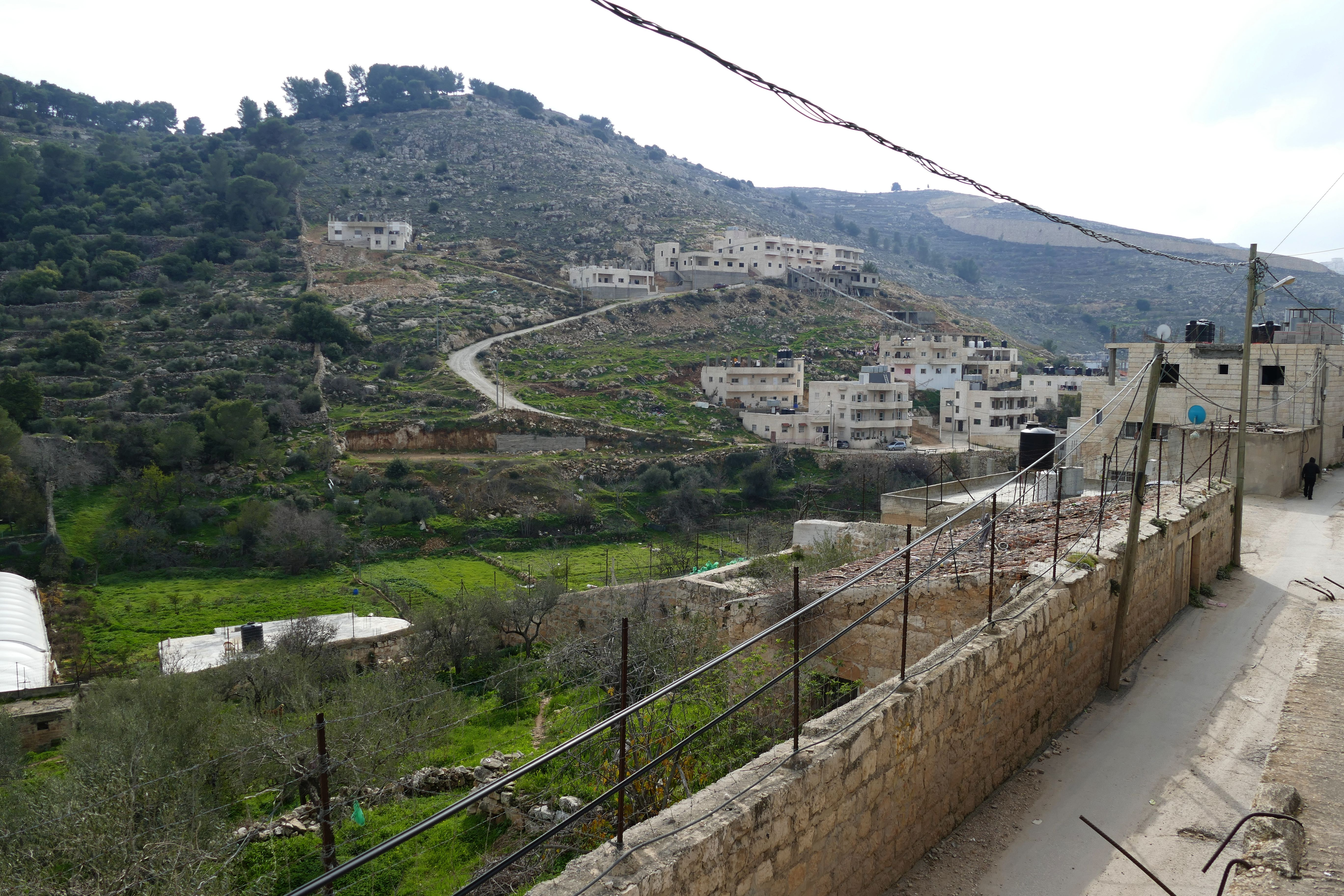
Arṭas (2019)

Arṭās oder Urṭās (arabisch أرطاس) ist eine Ortschaft im israelisch besetzten Westjordanland. Das Gelände gehört zum Gouvernement Bethlehem der Palästinensischen Autonomiebehörde. „Antike Reste aller Art zeigen, daß das Dorf, dessen fruchtbare Baumgärten im Kontrast zu den steilen, kahlen Höhenzügen bes. bezaubernd wirken, spätestens seit röm.-byz. Zeit existiert.“

## Name und Lage
Der Name Arṭās wird versuchsweise von lateinisch hortus „Garten“ abgeleitet. In Quellen der Kreuzfahrerzeit heißt der Ort Artasium oder iardinum Archas.
Das Dorf liegt etwa 3 km südwestlich von Bethlehem am Westhang des Wādī Arṭās. Dieses Tal ist dank der gleichnamigen starken Quelle sehr fruchtbar; die Quelle ist für die Wasserversorgung Jerusalems von Bedeutung.

## Geschichte
Der persische Reisende Nāsir-i Chusrau erwähnte das fruchtbare Tal von Arṭās im 11. Jahrhundert; ansonsten wird der Ort in den muslimischen Quellen nicht genannt. Zwei Inschriften bezeugen aber, dass Arṭās in fatimidischer und mamlukischer Zeit ein wohlhabender Ort war:
- Eine heute verschollene Kalksteintafel trug eine sechszeilige fatimidische Bauinschrift, wohl einer Moschee, die von einer Person mit dem Namen (nisbah) al-ʿAzīsī in Auftrag gegeben wurde. Der Bauherr stand demnach in einer Beziehung zum fatimidischen Kalifen al-ʿAzīz (10. Jahrhundert).
- Eine Marmortafel, die nahe dem Eingang der Moschee von Arṭās in die Wand eingelassen ist, trägt eine sechszeilige Bauinschrift in monumentaler Naschī-Schrift. Sie stammt vom Vorgängerbau der heutigen Moschee, einer Wassermühle. Sayf ad-Din Bulghāq, der die Aufsicht über die heiligen Stätten in Jerusalem und Hebron hatte, ließ die Mühle demnach im Jahr 706 (1307 n. Chr.) errichten.

Im 12. Jahrhundert übereignete Anselm de Parentela den Ort Arṭās der Kirche von Bethlehem, eine Transaktion, die Papst Gregor IX. 1227 bestätigte.
Die Identifikation des Wādī Arṭās mit dem verschlossenen Garten (Hortus conclusus) des Hohenlieds (vgl. Hld 4,12 ) ist erstmals 1639 bei Francesco Quaresmio bezeugt, der sich dabei auf Bonifaz von Ragusa bezog. Quaresmio schrieb: „Er heißt verschlossener Garten, (weil er) nicht künstlich, sondern von der Natur, nicht von Mauern, sondern von Bergen und Hügeln (umgeben ist).“
Mittel des 19. Jahrhunderts gründete der englische messianische Jude John Meshullam, ein Millenarist in Arṭās eine Landwirtschaftsschule, in welcher der Chrischona-Missionar Henri Baldensperger, ein Elsässer, nach 1849 kurzzeitig mitarbeitete. Die Familie Baldensperger baute sich im Ortszentrum ein Haus an der Stelle einer Kirche aus der Kreuzfahrerzeit. Der Sohn beschrieb 1913, wie er 1850 als Kind die Bauarbeiter beobachtete, die eine Wand mit Fresken, die Heilige darstellten, einrissen. Damit verschwanden alle Spuren dieser Kirche.

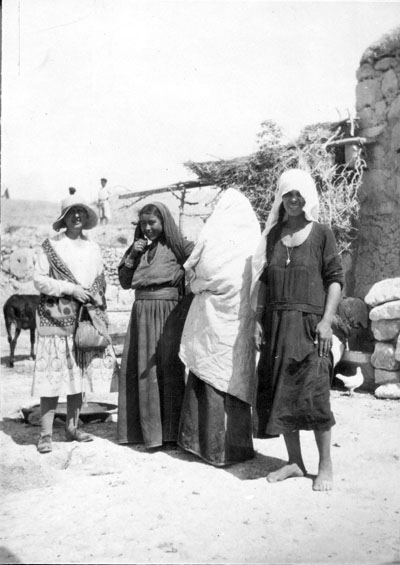
Hilma Granqvist (links) und Frauen aus Arṭas

Die biblisch-marianische Symbolik des Hortus conclusus veranlasste auch römisch-katholische Organisationen im 19. Jahrhundert, sich im Wādī Arṭās niederzulassen. Mariano Soler, Erzbischof von Montevideo (Uruguay), erwarb anlässlich einer Heilig-Land-Pilgerreise 1885 ein Stück Land, auf dem eine Marienkirche und ein Frauenkloster erbaut wurden. 1901 trafen neun Ordensfrauen der Kongregation Figlie Mariae Hortus aus Montevideo hier ein.
Unter britischer Mandatsverwaltung wurde nach einem besonders trockenen Winter im Mai 1925 ein Teil des Wassers von Arṭās zur Versorgung von Jerusalem umgeleitet. Die Dorfbevölkerung sah ihre Landwirtschaft dadurch gefährdet und warf der Mandatsverwaltung vor, parteiisch zugunsten der in Jerusalem ansässigen Zionisten zu sein. Der Arṭās-Wasserkonflikt wurde 1926 vom Privy Council in London verhandelt.
Die Anthropologin Hilma Granqvist führte ab 1925 Feldstudien zum Alltagsleben der Dorfbevölkerung von Arṭās durch. Sie wählte Arṭās, weil sie hier bei der Missionarstochter Louisa Baldensperger ein Quartier fand. Granqvist war sich der „biblischen Gefahr“ bei ihrer ethnographischen Arbeit bewusst; anders als die meisten Palästinaforscher wollte sie das Leben der zeitgenössischen arabischen Bevölkerung erfassen. So beschrieb sie, wie Wellblechdächer beim Hausbau an die Stelle der traditionellen Steinkuppeln traten, wie Männer aus Arṭās auf Arbeitssuche nach Amerika auswanderten und die ersten Autos im Dorf auftauchten.

## Heutiger Zustand
In direkter Nachbarschaft zu Arṭās befindet sich die israelische Siedlung Efrat. Die Zivilverwaltung von Judäa und Samaria legte der israelischen Regierung Ende 2018 Pläne für eine Erweiterung von Efrat um das Neubaugebiet Givat Eitam am südlichen Ortsrand von Arṭās vor, was den israelischen Siedlungsring um Bethlehem im Süden schließen würde.